# Metropolia Tarragony
Metropolia Tarragony – metropolia Kościoła rzymskokatolickiego w Hiszpanii. Składa się z metropolitalnej archidiecezji Tarragony i sześciu diecezji. Została ustanowiona w V wieku. Od 2019 godność metropolity sprawuje arcybiskup Joan Planellas i Barnosell.
W skład metropolii wchodzą:
- archidiecezja Tarragony,
- diecezja Girony,
- diecezja Lleidy,
- diecezja Solsony,
- diecezja Tortosy,
- diecezja Urgell,
- diecezja Vic.